# Хаутхален-Хелхтерен
Хаутхален-Хелхтерен (хол. Houthalen-Helchteren) је општина у Белгији у региону Фландрија у покрајини Лимбург. Према процени из 2007. у општини је живело 30.050 становника.

## Становништво
Према процени, у општини је 1. јануара 2015. живело 30.666 становника.
| 1984.  | 2000.  | 2010. | 2015. |
| ------ | ------ | ----- | ----- |
| 25.615 | 29.215 | 30126 | 30666 |